# Sipot
A Sipot (más néven Szipot ukránul: Шипіт, Sipit) patak Kárpátalján, a Turja jobb oldali forrásága. Hossza 20 km, vízgyűjtő területe 127 km². Esése 45 m/km.
Turjamező felett jön létre két patak összefolyásával. Poroskő és Turjavágás között egy másik patakkal egyesülve alkotja a Turját.

## Történelem
2019. február 10-én a patak vízszintje a gyors hóolvadás miatt jelentősen megemelkedett, és Poroskő és Turjamező között alámosta part mentén vezető Perecseny–Szolyva országos közutat, mely a földcsuszamlás következtében megrongálódott.

## Települések a folyó mentén
- Turjamező (Тур'я Поляна)
- Poroskő (Порошково)

## Mellékvizek
Jelentősebb mellékvizei (zárójelben a torkolattól mért távolság):